# 金牛座GG
金牛座GG，通常縮寫為GG Tau，是星座金牛座中的一個五合星的恆星系統。它位於金牛-禦夫座恆星形成區內，距離地球約450光年（140秒差距秒）的地方。該系統分為二部分，稱為金牛座GG A的部分由三顆恆星組成，它們在一個分級的三合星系統中相互環繞；另一部分稱為金牛座GG B，是距離中心系統更遠的聯星系統。
該系統之所以不同尋常，是因為它包含兩個不同的星周盤：一個圍繞著整個金牛座GG A，另一個圍繞金牛座GG A最亮的恒星。它的大尺寸和近距離使其成為研究系外行星如何在多恆星系統中形成的理想選擇。

## 屬性

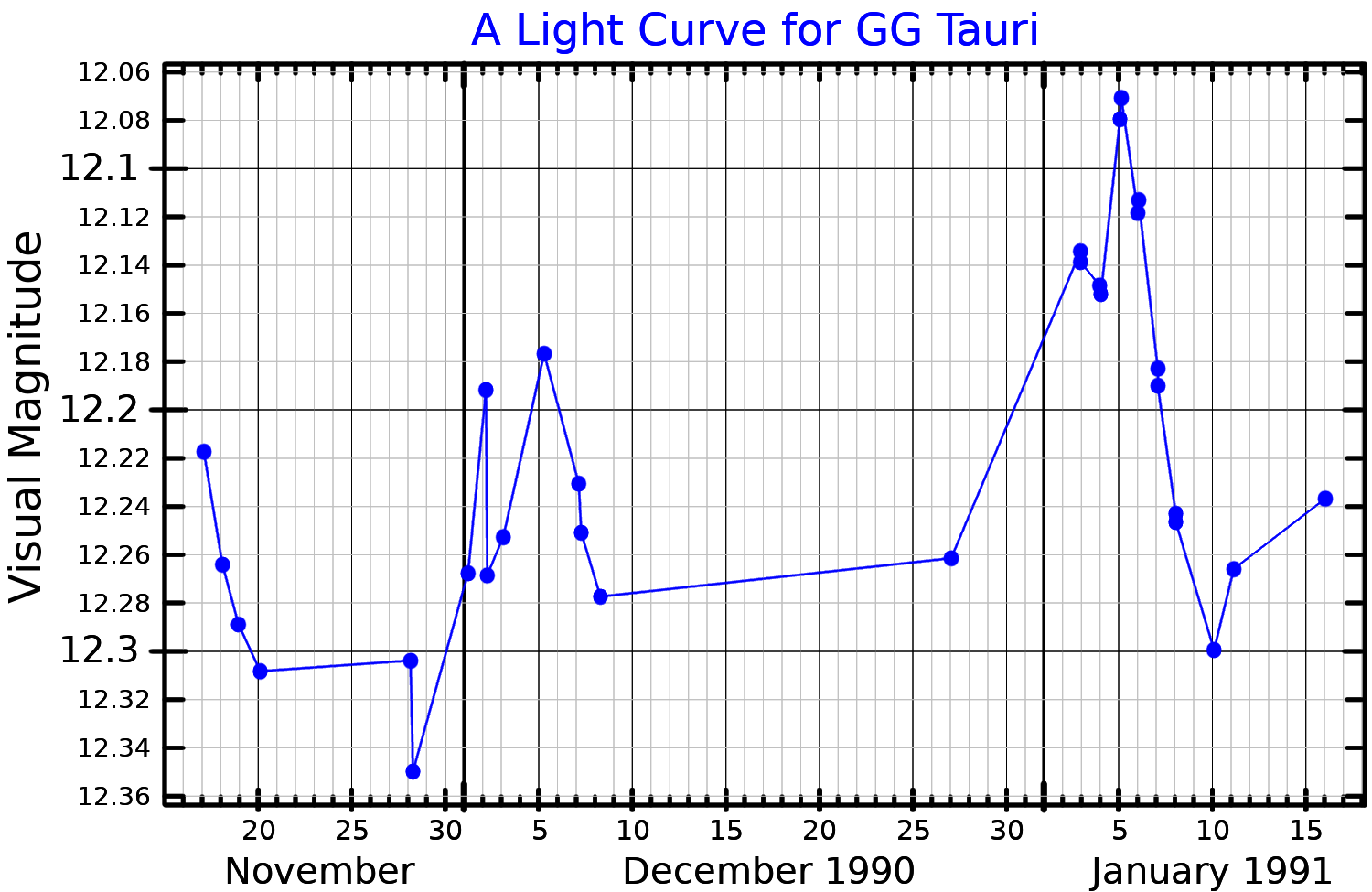
改編自布維耶（Bouvier）等人（1993）的金牛座GG可見光波段的光變曲線。

金牛座GG包含五顆恆星，它們是一種亮度變化不規則的變星：金牛T星。這些恆星非常年輕，因為它們還沒有凝聚成正常的大小，因此比它們的主序星同行更明亮。金牛座GG的四顆成員是比較低溫的K型或M型星，具有以下光譜類型：金牛座GG Aa是K7，金牛座GG Ab是M0.5，金牛座GG Ba是M5，金牛座GG Bb是M7；該系統的年齡估計為150萬年。
對該系統的動力學研究發現，四顆成員的質量為：金牛座GG Aa為0.78 M☉，金牛座GG Ab為0.68 M☉，金牛座GG Ba為0.12 M☉，和金牛座GG Bb為0.04 M☉；金牛座GG Bb僅有次恆星的質量，是一顆棕矮星。軌道運動在中心系統（Aa和Ab）中已被檢測到，但對在外的Ba和Bb中還沒有檢測到（因為它的軌道週期太長）。
已經計算出金牛座GG Aa和Ab的初步軌道，但是沒有很好地約束性。軌道偏心適中；一些研究已經確定，它們的軌道半長軸約為34AU，並且與環雙星盤偏離了約25度。然而，其它研究發現，軌道與環雙星盤共面，半長軸較大，約為60AU。
干涉科技已被用於觀測金牛座GG Ab，即中心系統的較低質量成員。金牛座GG Ab已被發現是一個包含兩顆紅矮星的聯星系統（Ab1=M2V，Ab2=M3V），分離距離約為4.5AU。它的軌道週期目前估計約為16年。這可以解釋為什麼金牛座GG Ab的光譜表明是一顆質量異常低的恆星，而不是量測到的質量更高的恆星。
由於與金牛座GG A的相互作用，外層的金牛座GG Ba和Bb對不是很穩定。金牛座GG Ba和Bb的內部軌道必須相對於其圍繞金牛座GG A的整個軌道逆行，才能穩定。

## 星周盤
金牛T星通常被星周盤氣體和塵埃包圍。這些盤合併成原行星，然後合併成行星。
子系統金牛座GG A有一個大的聯星環（技術上是環三聯星）盤。在盤面內，金牛座GG Aa也有一個盤面；此外，至少有一顆Ab恆星也必須有一個盤。後者是根據在最大圓盤中存在的「間隙」推斷出來的，該奸細是在三點鐘位置檢測到的，位置角約為268°。首次出現於2002年，因為它不隨盤面旋轉，因此被解釋為陰影。星際物質阻擋了來自部分盤面的光線，從而產生了這種陰影。Aa環和Ab環彼此共面。
金牛座GG Aa周圍的圓盤質量約為0.1 M☉，或大約是木星，溫度約在20至30K下。金牛座GG Aa似乎有一個噴流從兩極出來，如Fe II線的禁線所證明。
質量目前正在從內部圓盤吸積到恆星本身。由於盤尚未被消耗殆盡，較大的環聯星盤必須向較小的星周盤提供質量。有幾條證據線表明了這一點。首先，在距離系統中心100AU的地方可以找到雙原子氫氣體（H2），但在30AU的地方也檢測到了顯著的發射。在之前的一次調查中發現氣體從外盤流到內盤的地方檢測到了這種發射，因此假設放射是由質量從內盤下降到外盤造成的。2014年的觀測也顯示了類似的結果。其次，該區域的近紅外偏振測量顯示出連接內盤和外盤的相同結構。金牛座GG A的環北側（流光所在的地方）比南側更靠近恆星。最後，雖然沒有太多的氣體落入內盤，但氣體的吸積率已被量測為~6×10−8 M☉ yr−1，這至少是從內盤到恆星本身的吸積速率。因此，外盤提供了足够的質量來補充內盤。

### 可能的原行星
在外盤的邊緣，有一個帶有額外氣體的「熱點」，溫度約為40 K。盤內也有螺旋形結構。在這個「熱點」的中心可能是一顆被稱為金牛座GG Ac，仍在吸積質量的原行星。這可以解釋較高的氣體密度和溫度，以及螺旋的形成。如果它存在，因為它沒有清除其所在位置的間隙，它的質量可能大約是海王星或更小。其它行星可以解釋盤內的其它螺旋特徵。

### 化學
星周盤的化學性質對於理解行星的形成很重要。與其它原行星盤一樣，內盤富含含有碳和硫等元素的簡單分子。在2018年，報告存在硫化氫（H
2S），和在2021年，據報導，圓盤內存在硫氧亞乙烯基（CCS）。兩者都是原行星盤中已知的物種的第一個實例。與它們的形成有關的化學機制尚不清楚。